# Mirage (альбом Клауса Шульце)
Mirage — восьмой студийный альбом немецкого композитора и музыканта Клауса Шульце, вышедший в 1977 году.

## Об альбоме
По мнению журналистов New Age Voice Magazine, занимает 14-е место среди 25 самых влиятельных эмбиент альбомов всех времён. Альбом достиг 10-го места во французских LP чартах. На сайте Клауса Шульце Mirage в ежегодных опросах «Top Ten Klaus Schulze Albums» многие годы занимает первое место.
Mirage посвящён старшему брату Клауса Шульце — Хансу-Дитеру Шульце. Старший брат имел серьёзное влияние на молодого Шульце; в частности, с его подачи Клаус Шульце начал учиться играть на ударных. В зиму, когда был записан «Мираж», Ханс-Дитер Шульце умер от рака. В связи с этим Mirage у Шульце вызывает ощущения Ледникового Периода, Зимы, застоя и смерти. Однако перечисляя эти впечатления, Шульце настаивает на том, что в процессе создания альбома обычно не имеет предварительных представлений о его концепции, то есть музыка отражает прежде всего личные переживания автора.
Композиция «Crystal Lake» — одно из наиболее ярких и впечатляющих произведений Клауса Шульце.

## Список композиций

### Оригинальное издание
1. «Velvet Voyage» — 28:16
2. «Crystal Lake» — 29:15

### Переиздание 2005 года
1. «Velvet Voyage» — 28:16
2. «Crystal Lake» — 29:15
3. «In cosa crede chi non crede?» — 19:39 (бонус-трек)